# Thrichomys inermis
Thrichomys inermis es una especie de roedor de la familia Echimyidae.

## Distribución geográfica
Se encuentra en Sudamérica. Es  endémica del bosque galería, en el estado de Bahía (Brasil) en cerrado Ecorregión al este de Brasil. En zonas rocosas.